# Sonny Terry

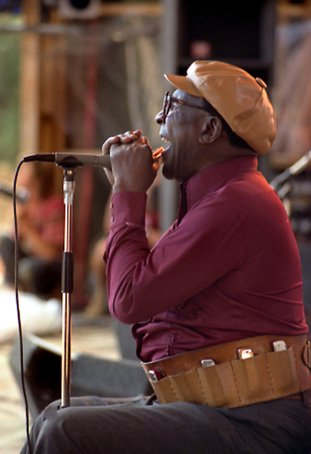
Sonny Terry in 1981

Saunders Terrell (Greensboro (Georgia), 24 oktober 1911 - Mineola (New York), 11 maart 1986), beter bekend onder zijn artiestennaam Sonny Terry, was een Amerikaans bluesmuzikant. 
Terrell speelde voornamelijk mondharmonica, en combineerde zijn blaastechniek met typische stemgeluiden.  Op jonge leeftijd werd hij, als gevolg van diverse ongevallen, nagenoeg blind. Hij werkte met Blind Boy Fuller, en na diens dood met Brownie McGhee, waarmee hij tot in de jaren zeventig populariteit genoot. Tijdens de opleving van de folk- en bluesmuziek in de jaren zestig waren Terrell en McGhee graag geziene gasten bij concerten en festivals, en zij werkten samen met artiesten en producenten uit die tijd als Woody Guthrie, Lead Belly, Pete Seeger, Champion Jack Dupree, Blind Gary Davis, Mississippi John Hurt, Big Bill Broonzy en Moe Asch.
- Biblioteca Nacional de España: XX1308973
- Bibliothèque nationale de France: cb13900356k (data)
- Gemeinsame Normdatei: 134525833
- International Standard Name Identifier: 0000 0000 5934 4554
- Library of Congress Control Number: n80131934
- Nationale Bibliotheek van Letland: 000037760
- MusicBrainz: 3e07fca6-2c7f-4fc1-a138-ec6cd7e4be8a
- Nationale Bibliotheek van Tsjechië: xx0053759
- Nationale Bibliotheek van Israël: 987007329112805171
- Nederlandse Thesaurus van Auteursnamen: 101017766
- Istituto Centrale per il Catalogo Unico: UBOV507525
- SNAC: w6640667
- Système universitaire de documentation: 081348460
- Virtual International Authority File: 12493027
- WorldCat: E39PBJbMcQtDp7pFjvtDCRGfv3